# ФК Слајго роверси
Фудбалски клуб Слајго роверси (ир. Cumann Peile Ruagairí Shligigh) је професионални ирски фудбалски клуб из Слајга у Републици Ирској. Клуб је основан 1928. године и тренутно игра у Премијер лиги Ирске. Клуб је једна врста задруге и у власништву га држе становници Слајга. Домаће утакмице играју на стадиону Showgrounds. Боје клуба су црвена и бела.

## Успеси клуба
- Премијер лига Ирске (3)

Првак 1937, 1977, 2012
- Куп Ирске (5)

Освајач 1983, 1994, 2010, 2011, 2013
Финалист 1939, 1940, 1970, 1981, 2009
- Лига куп (2)

Освајач 1998, 2010

## Слајго роверси у европским такмичењима

### Збирни европски резултати
| Такмичење                    | Од. | П | Н | И  | ГД | ГП |
| ---------------------------- | --- | - | - | -- | -- | -- |
| Европски куп / Лига шампиона | 4   | 0 | 0 | 4  | 0  | 9  |
| УЕФА лига Европе             | 10  | 2 | 4 | 4  | 11 | 13 |
| Куп победника купова         | 6   | 1 | 1 | 4  | 5  | 11 |
| Интертото куп                | 4   | 0 | 2 | 2  | 3  | 8  |
| Укупно                       | 24  | 3 | 7 | 14 | 19 | 41 |

### Резултати по сезонама
| Сезона  | Такмичење            | Ранг        | Клуб            | Резултат |
| ------- | -------------------- | ----------- | --------------- | -------- |
| 1977/78 | Европски куп         | 1. коло     | Црвена звезда   | 0:3, 0:3 |
| 1983/84 | Куп победника купова | 1. коло     | Хака            | 0:1, 0:3 |
| 1994/95 | Куп победника купова | кв.         | Флоријана       | 2:2, 1:0 |
| 1994/95 | Куп победника купова | 1. коло     | Клуб Бриж       | 1:2, 1:3 |
| 1996    | Интертото куп        | Група       | Нант            | 3:3      |
| 1996    | Интертото куп        | Група       | Херенвен        | 0:0      |
| 1996    | Интертото куп        | Група       | Лилестрем       | 0:4      |
| 1996    | Интертото куп        | Група       | ФК Каунас       | 0:1      |
| 2009/10 | УЕФА лига Европе     | 1. коло кв. | Влазнија        | 1:2, 1:1 |
| 2011/12 | УЕФА лига Европе     | 3. коло кв. | Ворскла Полтава | 0:2, 0:0 |
| 2012/13 | УЕФА лига Европе     | 2. коло кв. | Спартак Трнава  | 1:1, 1:3 |
| 2013/14 | УЕФА Лига шампиона   | 2. коло кв. | Молде           | 0:1, 0:2 |
| 2014/15 | УЕФА лига Европе     | 1. коло кв. | Банга Гаргждај  | 4:0, 0:0 |
| 2014/15 | УЕФА лига Европе     | 2. коло кв. | Розенборг       | 1:3, 2:1 |